# ユーモリスト
ユーモリスト（Humorist、1918年 - 1921年）はイギリスのサラブレッドの競走馬。1921年のダービーステークスを制したが、その3週間後に病死し、悲劇のダービー馬と呼ばれた。

## 経歴

### 出生
イギリスの資産家であったジャック・バーナート・ジョエルが、彼の開設したチャイルドウィックバリースタッドで生産した馬の一頭であった。
父ポリメラスはデュークオブヨークステークス連覇やプリンセスオブウェールズステークスなどに勝った競走馬で、競走成績よりも種牡馬として名の知れた馬であった。母ジェストは1913年の1000ギニーステークスとオークスステークスを制して二冠牝馬となった馬である。セントレジャーステークス優勝馬のであるブラックジェスターの半姉でもあり、ブラックジェスター同様に高い競走能力と、そして気性難を持ち合わせていた。
ユーモリストは、1918年にジェストの初仔として生まれた栗毛の馬で、幅広のたてがみと精悍な顔立ちを持って生まれた。親譲りの高い競走能力も受け継いだが、一方で近親に多かった気性の荒さは現れず、逆に賢さと人懐っこくさを併せ持った誰からも好かれる馬であった。

### 競走馬デビュー
チャールズ・モートン調教師のもとで競走馬となり、その高い素質を早くも披露、1920年に競走馬としてデビューする段に至った。しかし、エプソム競馬場のウッドコートステークスで迎えたデビュー戦の直前、ユーモリストは突如体調を崩し、出走が危ぶまれた。幸いにも回復したため出走回避は免れ、無事デビュー戦への出走を果たした。競走の中盤頃までは楽な手応えであったが、終盤になると次第に減速し、最後はクビ差での勝利と危ういものであった。
この健康問題は後々までずっとユーモリストを苦しめ、次の出走もユーモリストが咳込んだために回避する羽目になった。また、ユーモリストの病状は同厩舎の他の馬には見られないもので、原因もわからないため解決する手立てもなかった。モートンは後に「彼の能力は同じ2歳の中でも一歩先をゆくものであったが、彼には何がしかの悪いところがあるように思えてならなかった。ある日は何の問題もなく健康で、またある日は出走回避を考えるような状態でと、私は常に困惑させられ続けた。」と語っている。
ドンカスター競馬場で行われたシャンペンステークスの前にも咳込んで、出走直前には回復したものの、結果は勝ち馬レモノーラにクビ差敗れて2着に終わった。しかし、その後出走したバッケナムステークスとクリアウェルステークスでは体調の問題もなく出走でき、その実力をいかんなく発揮した。2歳戦の大一番ミドルパークプレートでも快調に走り、勝ち馬モナークからクビ差で2着に入り、その能力を大いに評価された。
シーズンオフに入り、ユーモリストは冬季馬房に移され、そこで来春に向けての調教を積まれた。管理するモートンにとっても、出走を危惧せずに済むこの期間はほとんど心配せずに済んだという。

### ダービー制覇へ
1921年の初戦は、イギリスクラシック三冠の第1戦2000ギニーステークスであった。モートンはクラシック競走に勝つ自信に満ちていたが、肝心のユーモリストは最後のゴール手前でよろけて失速、クレイグアンエランとレモノーラの2頭に追い抜かれて3着になった。
そしてその年の2戦目に迎えたダービーステークスでは、鞍上にスティーブ・ドナヒューを乗せての出走となった。レースにおいて、ドナヒューはユーモリストを先頭を行く馬の後ろにぴたりとつけて進ませ、タッテナムコーナーの手前まで楽に追走させた。そしてドナヒューのゴーサインが出ると、ユーモリストは弾けるようにゴールへと駆け出して行った。直線でクライグアンエランに追い詰められ、一瞬アスターに並びかけられたが、クビ差でこれらを抑えつけて勝利、見事ダービーの栄冠を手にした。
この激戦でユーモリストは疲れきり、ウィナーズサークルでは弱々しく震えていた。モートンはエプソム競馬場内で一晩を過ごす準備をさせて宿泊、翌日にモートンの厩舎があるバークシャーのワンテージに戻った。その後、ユーモリストが競馬場に戻ってくることはなかった。

### 悲劇のダービー馬
ダービーの後、ある日ユーモリストは鼻出血が出たため、調教を取りやめて厩舎に戻った。その後の晴れた日の午後、ユーモリストは画家アルフレッド・マニングスの依頼によりポーズを取っていたが、それが終わった後に馬房で血を流して死んでいるのが発見された。ダービーでの優勝からわずか3週間後のことであった。
馬房の壁は血が塗りたくられており、これは呼吸困難に陥ったユーモリストが酸素を求めて四方を探し回ったことを意味していた。検死の結果、ユーモリストを苦しめていた病の正体は結核であったことが分かり、その死因は結核による肺出血であった。
ユーモリストの遺骸はチャイルドウィックバリースタッドに埋葬された。その上には墓石代わりの大きな石が置かれ、その脇には壷が、そしてその周囲はゼラニウムの花で囲まれている。それから数か月後、母ジェストも同馬を追うように死亡し、ともに同牧場に埋葬されている。

## 主な勝鞍
※当時はグループ制未導入
1920年（2歳） 5戦3勝
ウッドコートステークス、バッケナムステークス、クリアウェルステークス
2着 - シャンペンステークス、ミドルパークプレート
1921年（3歳） 2戦1勝
ダービーステークス
3着 - 2000ギニーステークス

## 血統表
| ユーモリストの血統（ベンドア系（エクリプス系） / Hermit 5x5x5=9.38%、 Sterling 5x5=6.25%） | ユーモリストの血統（ベンドア系（エクリプス系） / Hermit 5x5x5=9.38%、 Sterling 5x5=6.25%） | ユーモリストの血統（ベンドア系（エクリプス系） / Hermit 5x5x5=9.38%、 Sterling 5x5=6.25%） | （血統表の出典）     | （血統表の出典） |
| 父 Polymelus 1902 鹿毛 イギリス                                                            | 父の父Cyllene 1895 栗毛 イギリス                                                           | Bona Vista                                                                                 | Bend Or              | Bend Or          |
| 父 Polymelus 1902 鹿毛 イギリス                                                            | 父の父Cyllene 1895 栗毛 イギリス                                                           | Bona Vista                                                                                 | Vista                |                  |
| 父 Polymelus 1902 鹿毛 イギリス                                                            | 父の父Cyllene 1895 栗毛 イギリス                                                           | Arcadia                                                                                    | Isonomy              | Isonomy          |
| 父 Polymelus 1902 鹿毛 イギリス                                                            | 父の父Cyllene 1895 栗毛 イギリス                                                           | Arcadia                                                                                    | Distant Shore        |                  |
| 父 Polymelus 1902 鹿毛 イギリス                                                            | 父の母Maid Marian 1886 青鹿毛 イギリス                                                     | Hampton                                                                                    | Lord Clifden         | Lord Clifden     |
| 父 Polymelus 1902 鹿毛 イギリス                                                            | 父の母Maid Marian 1886 青鹿毛 イギリス                                                     | Hampton                                                                                    | Lady Langden         |                  |
| 父 Polymelus 1902 鹿毛 イギリス                                                            | 父の母Maid Marian 1886 青鹿毛 イギリス                                                     | Quiver                                                                                     | Toxophilite          | Toxophilite      |
| 父 Polymelus 1902 鹿毛 イギリス                                                            | 父の母Maid Marian 1886 青鹿毛 イギリス                                                     | Quiver                                                                                     | Young Melbourne Mare |                  |
| 母 Jest 1910 栗毛 イギリス                                                                 | 母の父Sundridge 1898 栗毛 イギリス                                                         | Amphion                                                                                    | Rosebery             | Rosebery         |
| 母 Jest 1910 栗毛 イギリス                                                                 | 母の父Sundridge 1898 栗毛 イギリス                                                         | Amphion                                                                                    | Suicide              |                  |
| 母 Jest 1910 栗毛 イギリス                                                                 | 母の父Sundridge 1898 栗毛 イギリス                                                         | Sierra                                                                                     | Springfield          | Springfield      |
| 母 Jest 1910 栗毛 イギリス                                                                 | 母の父Sundridge 1898 栗毛 イギリス                                                         | Sierra                                                                                     | Sanda                |                  |
| 母 Jest 1910 栗毛 イギリス                                                                 | 母の母Absurdity 1903 鹿毛 イギリス                                                         | Melton                                                                                     | Master Kildare       | Master Kildare   |
| 母 Jest 1910 栗毛 イギリス                                                                 | 母の母Absurdity 1903 鹿毛 イギリス                                                         | Melton                                                                                     | Violet Melrose       |                  |
| 母 Jest 1910 栗毛 イギリス                                                                 | 母の母Absurdity 1903 鹿毛 イギリス                                                         | Paradoxical                                                                                | Timothy              | Timothy          |
| 母 Jest 1910 栗毛 イギリス                                                                 | 母の母Absurdity 1903 鹿毛 イギリス                                                         | Paradoxical                                                                                | Inchbonny F-No.1-s   |                  |